# جری فولر
جری فولر (به انگلیسی: Jerry Fuller) (۱۹ نوامبر ۱۹۳۸ – ۱۸ ژوئیهٔ ۲۰۲۴) ترانه‌سرا، خواننده و تهیه‌کننده موسیقی آمریکایی بود. تنها آلبوم او با عنوان "عشق تینیجری" در سال ۱۹۶۰ منتشر شد.